# Сифэн (Гуйян)
Сифэ́н (кит. упр. 息烽, пиньинь Xīfēng) — уезд городского округа Гуйян провинции Гуйчжоу (КНР).

## История
Во времена империи Цин эти места были частью уезда Сювэнь Гуйянской управы (贵阳府); власти управы размещались в уезде Гуйчжу (贵筑县). После Синьхайской революции в Китае была проведена реформа структуры административного деления, в ходе которой управы были упразднены, поэтому в 1914 году Гуйянская управа была расформирована, а бывшее место пребывания её властей стало уездом Гуйян  (贵阳县); власти бывшего уезда Гуйчжу переехали в посёлок Сифэн уезда Сювэнь, и северная часть уезда Сювэнь была выделена в отдельный уезд Сифэн.
В 1950 году был образован Специальный район Гуйян (贵阳专区), и уезд вошёл в его состав. В 1952 году власти Специального района Гуйян переехали в уезд Гуйдин, и Специальный район Гуйян был переименован в Специальный район Гуйдин (贵定专区). В 1956 году Специальный район Гуйдин был расформирован, и уезд перешёл в состав Специального района Аньшунь (安顺专区).
В 1958 году уезд был передан в состав Специального района Цзуньи (遵义专区), а в 1965 году вернулся в состав Специального района Аньшунь.
В 1970 году Специальный район Аньшунь был переименован в Округ Аньшунь (安顺地区).
1 января 1996 года уезд был переведён в состав городского округа Гуйян.

## Административное деление
Уезд делится на 1 микрорайон, 7 посёлков, 2 волости и 1 национальную волость.